# جودت قزوینی
سید جودت قزوینی (زادهٔ ۴ فروردین ۱۳۳۲ – درگذشته ١٩ فروردین ۱۳۹۹) شاعر، ادیب، مورخ، نویسنده و پژوهشگر معاصر عراقی بود.

## خانواده
پدربزرگ وی سید جواد قزوینی (متوفای ۱۳۱۶ش) از مشاهیر فقه و ادب حله و سید صالح قزوینی (متوفای ۱۲۶۶ش) جد سوم او بنیانگذار مراسم هرولهٔ طویریج بود و آیت‌الله العظمی سید مهدی قزوینی (متوفای ۱۲۶۲ش)، جد اعلای او از مراجع بنام عراق بود.

## تحصیلات و مدراج علمی
پس از تحصیلات اولیه وارد دانشکدهٔ اصول دین بغداد شده و در سال ۱۹۷۵ از آن دانشکده فارغ‌التحصیل شد. سپس به قصد ادامهٔ تحصیل به قاهره سفر کرد و توانست در سال ۱۹۸۱ با نوشتن رساله‌ای به نام «الطفل والأحکام المتعلقة به فی الفقه الاسلامی» (کودک واحکام مربوط به وی در فقه اسلامی) در مقطع کارشناسی ارشد دانشکده الهیات دانشگاه دارالعلوم (دانشگاه قاهره) فارغ التحصیل شود.
او در روزهای آغازین سال ۱۹۸۲ به ایران سفر کرد و از آنجا عازم سوریه گشت. پس از سه سال اقامت در سوریه، قزوینی جهت ادامهٔ تحصیل در مقطع دکتری در سال ۱۹۸۵ به انگلستان رفت و در دانشکده مطالعات مشرق‌زمین و آفریقا SOAS (دانشگاه لندن) مشغول به تحصیل شد و در سال ۱۹۹۷ موفق شد دکترای خود را با نوشتن رساله‌ای تحت عنوان «المؤسّسة الدینیّة الشیعیّة؛ دراسة فی التطوّر السیاسیّ والعلمیّ» (نهاد دینی شیعه؛ پژوهشی در دگرگونی سیاسی و علمی) اخذ کند. او تا سال ۲۰۰۱ در لندن مسکن گزید و سپس به لبنان رفت.

## زندگی ادبی
با وجود اینکه قزوینی روزگار بسیاری را به تاریخ و تحقیق و تألیف متون گوناگون گذراند، اما با این حال شاعری از نسل اول بود.
سید جودت قزوینی سرودن شعر را از عنفوان جوانی و زود هنگام آغاز کرد. وی بخشی از این قصیده‌ها را که پس از سال ۱۹۷۵ سروده بود در دو مجموعه منتشر کرد که مجموعهٔ نخست در سال ۱۹۸۰ در قاهره و مجموعة دوم در بیروت به سال ۱۹۸۵ منتشر گشته است. دکتر قزوینی سپس دیوان بلند خود بنام «المجموعة الشعریّة الأولی» را در سال ۱۹۹۷ منتشر کرد. از جمله سروده‌های او قصیده‌ای است به نام "فناء فی سجون الغربة" که دکتر کریم وائلی در یکی از شماره‌های مجلهٔ ادبی الموسم به نقد و بررسی آن پرداخته است.

## آثار چاپ شده
جودت قزوینی دانشنامه‌های گرانسنگی تألیف کرده که برخی از آنها از بیش از سی جلد دارد و در موضوعات مختلف نگاشته شده و شماری از آنها نیز منتشر شده است. همچنین تحقیقات و شروح متعددی از وی منتشر شده که از لحاظ اهمیت با اصل کتاب برابری می‌کند از جمله:
1. قلائد الخرائد فی أصول العقائد (تحقیق)، بغداد ۱۹۷۲م.
2. النور المتجلّی فی مقام التوحید (تحقیق)، بغداد ۱۹۷۳م.
3. مقتل أمیرالمؤمنین الإمام علی، اثر میرزا صالح قزوینی (تحقیق)، ۱۹۷۴م.
4. التوبة فی الشریعة الإسلامیة (تحقیق)، ۱۹۷۵م.
5. نسائم السحر (مجموعه قصائد صالح الطاهر الحمیری شاعر عراقی)، (جمع آوری و ارائه)، ۱۹۷۸ قاهره.
6. مجموعهٔ شعر به نام "قصائد الزمن القدیم". قاهره ۱۹۸۰م.
7. أمنیة المؤمن فی حدیث "نیة المؤمن" (تحقیق)، چاپ اول در تهران ۱۹۸۱م، چاپ دوم بیروت.
8. الجانب الأخلاقی فی الفکر الإمام الخمینی، بیروت ۱۹۸۳م.
9. أشعار مقاتلة (مجموعه شعر)، بیروت ۱۹۸۵م.
10. النبوّة الخاتمة، اثر امام محمد باقر صدر (بررسی و ارائه)، بیروت ۱۹۸۹م.
11. الإنسان فی عوالمه الثلاثة (تحقیق)، ۱۹۸۸م.
12. نقض فتاوی الوهابیة، اثر آیت‌الله العظمی حاج محمدحسین کاشف‌الغطاء (بررسی و تحقیق)، بیروت ۱۹۹۸م و2016م.
13. طروس الإنشاء وسطور الإملاء، اثر سید محمد قزوینی (تحقیق و بررسی)، بیروت ۱۹۹۸م.
14. المجموعة الشعریة الأولی، بیروت ۱۹۹۸م.
15. کتاب النوادر فی الأخبار والأشعار والطرف الأدبیة، اثر سید احمد قزوینی (ارائه و تحقیق)، بیروت ۱۹۹۸م.
16. العبقات العنبریّة فی الطبقات الجعفریّة، اثر آیت‌الله العظمی شیخ محمدحسین کاشف‌الغطاء (تحقیق)، بیروت ۱۹۹۸م.
17. المثل الأعلی فی ترجمة أبی یعلی، اثر اردوبادی (تحقیق)، بیروت ۱۹۹۱م.
18. ثورة الإمام الخمینی، المصادر التاریخیة والتجدد الإسلامی، اثر روژه گارودی فیلسوف (ترجمه)، بیروت ۲۰۰۲م.
19. الطفل والأحکام المتعلّقة به فی الفقه الإسلامیّ (بررسی تطبیقی)، بیروت ۲۰۰۵م.
20. الاستعداد لتحصیل ملکة الاجتهاد (تحقیق و بررسی)، بیروت ۲۰۰۶م و 2016م.
21. منهج الرشاد لمن أراد السداد، اثر آیت‌الله العظمی شیخ جعفر کاشف‌الغطاء (تحقیق و بررسی)، بیروت ۲۰۰۶م و2016م.
22. کتاب المزار مدخل لتعیین قبور الأنبیاء والشهداء و أولاد الأئمة والعلماء، تألیف آیت‌الله العظمی سید مهدی قزوینی (تحقیق)، بیروت ۲۰۰۵م.
23. تاریخ قزوینی (نام اصلی: تاریخ القزوینیّ فی تراجم المنسیین والمعروفیین من أعلام العراق وغیرهم)، در سی جلد، بیروت ۲۰۱۲م.
24. تاریخ عزاء طویریج.
25. الحمزة الغربی (حفید العباس بن علی بن أبی طالب): زیست نامه و معرفی نواده حضرت عباس که در عراق دفن شده است.
26. الروض الخمیل (یادداشت‌هایی در تاریخ و نوادر ادبی)، در ده جلد.
27. أحلام شجرة الزیتون (داستانهای گوناگون برگرفته شده از زندگی).
28. کتب الحدیث عند الشیعة الإمامیة تألیف علامه حسین علی محفوظ (تحقیق)، بیروت 2005م و2016م.